# اوگره، لتونی
اوگره، لتونی (به آلمانی: Oger) شهرکی در لتونی با جمعیت ۲۶٬۷۶۰ نفر است که در Ogre District واقع شده‌است.